# Robert Joseph
Robert Joseph (nacido el 05 de mayo de 1978 (46 años) en Haití) es un jugador de baloncesto haitiano. Juega en el Palma Air Europa de LEB Plata

## Trayectoria
Robert llegó en 2003 al Menorca Básquet procedente de Estados Unidos donde había dado sus primeros pasos como jugador. Considerado un hombre que con su entrega y sacrificio se convertiría muy pronto en uno de los habituales de las competiciones Adecco donde ha llegado a militar en Adecco Oro, Adecco Plata y Adecco Bronce vistiendo hasta 8 camisetas diferentes.
A sus 33 años, y después de una década en España, Josep recalaba en verano de 2011 en las filas de un Fontedoso Carrefour de Ávila recién vinculado al Baloncesto Fuenlabrada y que confiaba en él como la piedra angular que aportase su experiencia a un grupo plagado de jóvenes promesas. Apenas 4 meses le han bastado al jugador haitiano para convertirse en uno de los referentes del campeonato con unos números que superan la decena tanto en anotación como en valoración en un equipo en el que Armando Gago reparte de manera equitativa los minutos entre todos sus hombres.
Su gran temporada no ha pasado desapercibida para el cuerpo técnico de un Baloncesto Fuenlabrada que no ha dudado en contar con sus servicios ante la necesidad de hombres interiores del equipo. El haitiano se ha incorpora a los entrenamientos del conjunto fuenlabreño con quien jugaría Liga Endesa y la Eurochallenge.

## Clubs
- 2001/02: Union Univ (NCAA)
- 2002/03: St. Louis (USBL)
- 2002/03: Menorca Básquet (LEB)
- 2003/04: Ferrol Baloncesto (LEB 2)
- 2004/05: CB Alcudia - Aracena (LEB 2)
- 2005/06: CB Cornellá (LEB 2)
- 2006/07: Grupotel.com Muro (LEB 2)
- 2007/08: Leyma Básquet Coruña (Adecco Bronce)
- 2008/09: Leyma Básquet Coruña (Adecco Plata)
- 2009/10: CB Cornellá (Adecco Oro)
- 2010/11: Grupo Iruña Navarra (Adecco Oro)
- 2011/12: Fontedoso Carrefour Ávila (Adecco Plata)
- 2011/12: Mad Croc Fuenlabrada (2012)
- 2012/13: Palma Air Europa